# Бобровка (Казачинский район)
Бобровка — деревня в Казачинском районе Красноярского края. Входит в состав Пятковского сельсовета.

## География
Расположена на берегах реки Ермаковки, к востоку от автодороги 04К-044. Абсолютная высота — 209 метров над уровнем моря.
Климат
Климат характеризуется как резко континентальный, с продолжительной морозной зимой и коротким тёплым летом. Среднегодовая температура воздуха составляет −1,9°С. Средняя температура воздуха самого тёплого месяца (июля) составляет 20 °C (абсолютный максимум — 37 °C); самого холодного (января) — −18 °C (абсолютный минимум — −59 °C). Среднегодовое количество атмосферных осадков составляет 501 мм.

## История
Основана в 1650 году. В 1926 году в деревне имелось 110 хозяйств и проживало 523 человека (248 мужчин и 275 женщин). В национальном составе населения того периода преобладали русские. Действовала школа I ступени. В административном отношении являлась центром Бобровского сельсовета Казачинского района Красноярского округа Сибирского края.

## Население
| 2010 |
| ---- |
| 155  |

Половой состав
По данным Всероссийской переписи населения 2010 года в гендерной структуре населения мужчины составляли 48,4 %, женщины — соответственно 51,6 %.
Национальный состав
Согласно результатам переписи 2002 года, в национальной структуре населения русские составляли 84 % из 148 чел.